# Aleksander Imich
Aleksander (Alexander) Imich (ur. 4 lutego 1903 w Częstochowie, zm. 8 czerwca 2014 w Nowym Jorku) – amerykański chemik i parapsycholog pochodzenia żydowskiego, urodzony i związany z Polską do połowy XX wieku, superstulatek. Mimo zaawansowanego wieku był aktywnym prezesem Phenomena Research Center w Nowym Jorku. Dnia 15 września 2013 jego wiek został udokumentowany przez Gerontology Research Group. Po śmierci Włocha Arturo Licaty (24 kwietnia 2014) w zestawieniu tego ośrodka figurował jako najstarszy żyjący mężczyzna na świecie.

## Życiorys
Urodził się w rodzinie żydowskiej. Był synem Józefa Rubina (1868–1942), częstochowskiego kupca i przemysłowca, działacza społecznego, i Ludwiki Lai z Kwasnerów (ur. 1874). Miał starszych braci Alfreda (1894–1932), współwłaściciela Wytwórni Wyrobów Metalowych „Metallum” w Częstochowie, oraz Stanisława (ur. 1896), lekarza rentgenologa w Krakowie, który przeżył okupację i przed 1956 wyjechał z Polski.
Aleksander Imich w wieku 15 lat, wraz z resztą swojej klasy, przyłączył się do sił polskich walczących o niepodległość. Jego starszy brat pracował jako instruktor w dziale samochodowym. Uzyskując poparcie brata i służąc jednocześnie ojczyźnie, pracował jako kierowca wojskowych samochodów ciężarowych.
W 1921 Imich ukończył I Gimnazjum Państwowe im. Henryka Sienkiewicza w Częstochowie. 5 grudnia 1927 roku aresztowany pod zarzutem przynależności do Anarchistycznej Federacji Polski. W 1929 uzyskał doktorat z zoologii na Uniwersytecie Jagiellońskim w Krakowie. Nie znalazłszy pracy w swoim wyuczonym zawodzie, przeniósł się na dział chemii. W wolnych chwilach zajmował się badaniami parapsychologicznymi. Ogłosił raport w 1932 roku w niemieckim czasopiśmie „Zeitschrift für Parapsychologie”, ale wszystkie notatki oraz zdjęcia z badań, które nie zostało opublikowane zostały utracone podczas II wojny światowej.
Podczas II wojny światowej, Imich wraz z żoną Welą mieszkał w Białymstoku, gdzie był zatrudniony jako chemik. Imichowie zostali internowani w obozie pracy za odmowę przyjęcia obywatelstwa sowieckiego. Po zwolnieniu z obozu przebywali od 1941 w Samarkandzie; gdy wrócili do Polski w 1946, okazało się, że niemal cała ich rodzina została zamordowana przez Niemców. Do 1951 mieszkali w Częstochowie. W obawie przed zajęciem Europy przez Związek Sowiecki, na początku lat 50. wyemigrowali do Stanów Zjednoczonych.

## Emigracja
Po długim okresie pracy jako chemik konsultant, przeszedł na emeryturę w Nowym Jorku. Po śmierci żony w 1986 roku, Imich powrócił do parapsychologii. Jest autorem licznych artykułów dla czasopism w tej dziedzinie i autorem książki Incredible. Tales of the Paranormal (Opowieści paranormalne, 1995). Został prezesem Phenomena Research Center w 1999 roku, starając się znaleźć sposób, aby produkować „kluczową demonstrację”, której celem jest pokazanie rzeczywistości zjawisk paranormalnych do głównego nurtu naukowców i ogółu społeczeństwa. Mieszkał na Manhattanie, gdzie zmarł z przyczyn naturalnych 8 czerwca 2014.